# Metagrion postnodale
Metagrion postnodale – gatunek ważki z rodziny Argiolestidae.
Owad ten jest endemitem nowogwinejskiego półwyspu Ptasia Głowa oraz niektórych okolicznych wysp, w tym Batanty.